# دهستان کاستره
دهستان کاستره (به لاتین: Kastre Parish) یک منطقهٔ مسکونی در استونی است که در شهرستان تارتو واقع شده‌است. دهستان کاستره ۴۹۳ کیلومتر مربع مساحت و ۵٬۱۸۴ نفر جمعیت دارد.